# Římskokatolická farnost Kostelec u Holešova
Římskokatolická farnost Kostelec u Holešova je územní společenství římských katolíků s farním kostelem svatého Petra a Pavla v děkanátu Holešov. 

## Historie farnosti
První písemná zmínka o obci pochází z roku 1131. Na místě současného kostela stál chrám již dříve. Současný kostel byl postaven roku 1735.

## Duchovní správci
Farářem byl k červenci 2018 R. D. Mgr. Jan Vinkler. Od července 2017 do července 2018 zde byl kaplanem R. D. Marek Výleta. K 1. červenci 2019 byl administrátorem excurrendo jmenován R. D. Mgr. Petr Dolák.

## Bohoslužby
| Kostel                | Místo               | Bohoslužba (den)                 | Hodina                                                                                 | Poznámka     |
| --------------------- | ------------------- | -------------------------------- | -------------------------------------------------------------------------------------- | ------------ |
| svatého Petra a Pavla | Kostelec u Holešova | neděle úterý středa pátek sobota | 7.30 7.00 17.30 (zimní čas)18.30 (letní čas) 18.00 (zimní čas)/18.30 (letní čas) 17.30 | farní kostel |

## Aktivity ve farnosti
Ve farnosti se pravidelně koná tříkrálová sbírka. V roce 2017 činil její výtěžek 22 950 korun.